# Rolf Foerster
Rolf Foerster González (Casablanca, 1 de mayo de 1952) es un autor e investigador especializado en antropología e historia Mapuche, Rapa Nui y del Colonialismo del Estado de Chile hacia estas etnias. Tiene 134 publicaciones en su totalidad están en español, siendo referencia en temas de cultura e historia mapuche. Es reconocido por sus colegas como la persona que generó el estructuralismo en Chile.
Formado en la Universidad de Chile donde actualmente es desde el año 1990 profesor asociado del departamento de Antropología de esta, donde ha llevado continuamente investigaciones por Fondecyt desde el año 1991 sobre asuntos indígenas mapuches y rapanuis y su relación con el Estado Nación de Chile, además de investigaciones solicitadas por el Estado. Su doctorado es obtenido en la Universidad de Leiden con la tesis: “¿Pactos de sumisión o actos de rebelión? Una aproximación histórica y antropológica a los mapuches de la Costa de Arauco, Chile”. Está casado con la antropóloga y Premio Nacional de Humanidades y Ciencias Sociales (2013), Sonia Montecino, con quien es coautor de varias investigaciones.
Nació en Casablanca en una familia de origen alemán con el nombre Roelf René Heinz Foerster González en los años 50. Comenzó su carrera como Ayudante de Investigación en encuestas de Planes de Acción Social a inicio de los 80 a sus 28 años. Fue Director de la Revista Niitram (1985-1993), Investigador del Centro Ecuménico Diego de Medellín (en Santiago de Chile) (1984-1993), y Investigador Grupo de Investigaciones Agraria (GIA) de la Academia de Humanismo Cristiano (1980-1984). En estos lugares investigó en el proyecto de Movimiento Campesino y la religiosidad mapuche, identidad, mestizaje y su relación con el catolicismo.

###### Religiosidad y cultura Mapuche (1980-1996): Misticismo y cristianización
- 1980. Estructura y funciones del parentesco mapuche: su pasado y presente.
- 1983. Martín Painemal H. Vida de un dirigente mapuche, GÍA,
- 1984. El subterráneo del poder o el retorno del shaman.
- 1985. Vida religiosa de los huilliches de San Juan de la Costa,
- 1986. La misión anglicana, primera iglesia protestante entre los mapuches.
- 1987. La gente de la tierra
- 1988. El testimonio sagrado entre los mapuches, pág. 127-133.
- 1988. Organizaciones, líderes y contiendas mapuches (1900-1970) (con MONTECINO, Sonia)
- 1988. Bibliografía mapuche: 1973-1980
- 1988. Las organizaciones mapuches bajo el Gobierno de Frei
- 1989. Organismos no gubernamentales y pueblos indígenas de Chile.
- 1990. La conquista bautismal de los mapuches de la Araucanía
- 1991. Guerra y aculturación en la Araucanía
- 1992. La acción evangelizadora de la Compañía de Jesús entre los mapuches
- 1992. Rugendas o la estética del rapto en pág.:169-212.
- 1993. Introducción a la religiosidad mapuche,
- 1993. Reflejos de luna vieja, (con MONTECINO, Sonia; WILSON, Angélica)
- 1996. Jesuitas y mapuches 1593-1767,

###### Problemática mapuche (1996-2010): Identidad , propiedad y relación con Estado
- 1996. La propiedad huilliche en los llanos de Valdivia, en 374 pag.
- 1996. ¿Relaciones interétnicas o relaciones fronterizas?
- 1998. Narro‑memorias entre los huilliches de San Juan de la Costa
- 1999. La problemática mapuche. ( Foerster, R., & Lavanchy, J.), 65-102.
- 1999. ¿ Movimiento étnico o movimiento etnonacional mapuche?, 18, 52-58.
- 2000. Etnia y nación en la lucha por el reconocimiento. Los mapuches en la sociedad chilena (en conjunto con del Solar, J. I. V.)
- 2000. Los mapuches y la lucha por el reconocimiento en la sociedad chilena (con Vergara, J).
- 2001. Algunas transformaciones de la política mapuche en la década de los noventa
- 2001. Hasta cuando el mundo sea... los caciques huilliches en el siglo XX” (escrito en conjunto con Jorge Ivan Vergara), pág.:29-66.
- 2002. Permanencia y transformación del conflicto Estado-mapuches en Chile. (con Vergara Estévez, J.)
- 2002 Sociedad mapuche y sociedad chilena: la deuda histórica.
- 2003. Mapuches y aymaras. El debate en torno al reconocimiento y los derechos de los ciudadanos,
- 2004. Más acá de la legalidad. La CONADI, la ley indígena y el pueblo mapuche (1989-2004). (con Vergara, J. I., & Gundermann, H. )
- 2005. Contar a los indígenas en Chile: Autoadscripción étnica en la experiencia censal de 1992 y 2002. (Foerster, G. ).
- 2005. Instituciones mediadoras, legislación y movimiento indígena de Dasin a Conadi (1953-1994).(Vergara, J. I., Foerster, R., & Gundermann, H.)
- 2005. Los caciques gobernadores y la misión de Santa Rosa de Tucapel, en la década de 1840. Cuadernos de Historia, (24), 237-265.
- 2005. Pentecostalismo mapuche. ¿Fin o reformulación de la identidad étnica, pag.:387-404,
- 2005. La poética mapuche huilliche como procedimiento de rememorización
- 2005. Mediación y dominación en la política indígena de los siglos XVII y XIX
- 2005. Pacificación de la Araucanía. Correspondencia del P. Buenaventura Ortega. (Segunda Parte)
- 2006. Legalidad y legitimidad: ley indígena, Estado chileno y pueblos originarios (1989-2004) (Vergara, J. I., Gundermann, H., & Foerster, R. )
- 2006. Nuevas exclusiones en la complejidad social contemporánea: el caso mapuche, 19-25.
- 2007. El horizonte del municipio en la dirigencia de las comunidades mapuche del valle de Cayucupil, pág.:273-285.
- 2007. Un gesto implacable guardado en nuestras entrañas: Notas reflexivas sobre una encuesta iluminadora. (con Montecino, S.).
- 2007. Escritos de Fr. Victorino Palavicino (1847-1859)
- 2007. ¿ Ülmen longko o cacique malonero? Contra-imaginarios de Manuel Oloscoaga y Ambrosio Payllalef.
- 2008. Cuyimpalihue: la tierra y las variaciones del liderazgo comunitario
- 2008. Del pacto colonial al pacto republicano
- 2008. Los hermanos Budaleo como caciques gobernadores del Ayllarehue de Arauco y las transformaciones del Pacto Colonial (1820-1889)
- 2008. Los procesos de constitución de la propiedad en la frontera norte de la Araucanía: sus efectos esperados y no esperados en el imaginario y en la estructura de poder.
- 2009. Futatrokikelu: Don y autoridad en la relación mapuche-wingka. (con Menard, A.)
- 2009. La máquina municipal (en Alto Biobío) y la sociedad mapuche, pág.:203-244 (en conjunto con Tania Manríquez y Andrea Molina).
- 2009. Las relaciones mapuche a la luz del pacto político, pág.:103-109,
- 2010. Acerca de los nombres de las personas (üy) entre los mapuches. Otra vuelta de tuerca.
- 2010. Terremotos y mediaciones míticas entre mapuches y winkas.
- 2011. Malón, ración y nación en las pampas: el factor Juan Manuel de Rosas (1820-1880).(Foerster, R., & Vezub, J. )
- 2013. Comunidad mapuche, sociedad winka y el “tercero incluido”: Los Porma de Paicaví durante los siglos XIX y XX. (con Gálvez M. G.)

###### La problemática Rapanui (2010-): Relación con el Estado y el capital
- 2010. Rapa Nui y Chile: cuatro seducciones y sus lecturas. Mapocho, 67, 51-73.
- 2011. Compañía Explotadora de Isla de Pascua versus Obispo Edwards y sus archivos fotográficos, La Armada y su Archivo Naval. Una aproximación al colonialismo en Rapanui Primer capítulo disponible
- 2012. Isla de Pascua e Isla Grande de Tierra del Fuego: semejanzas y diferencias en los vínculos de las compañías explotadoras y los" indígenas".
- 2012. Bautista Cousin, Su Muerte Violenta Y Los Principios de Autoridad En Rapa Nui: 1914-1930.
- 2012. Identidades en tensión: devenir de una etno y gastropolítica en Isla de Pascua. (con Montecino Aguirre, S.) 143-166.
- 2012. Rapa Nui: la lepra y sus derivados.
- 2013. Documentos sobre Isla de Pascua (1864-1888), (con MONTECINO, Sonia; MORENO, Cristian) .
- 2013. Rapa Nui 1903-1953. La Compañía Explotadora de Isla de Pascua, una aproximación a su economía”,
- 2013. ¿Viaje voluntario o deportación del rey Riroroko en 1897? Política de deportación en Pascua: 1897-1916. Nuevo Mundo Mundos Nuevos.
- 2015. Rapa Nui. El colonialismo republicano chileno cuestionado (1902-1905)
- 2015. EL VIAJERO ENMASCARADO: BENJAMÍN SUBERCASEAUX EN RAPA NUI (1954) (con Montecino, S.)
- 2015. Feminización y etnificación: La Reina de Rapa Nui de Pedro Prado. (Montecino, S)
- 2015. Informe del Delegado en visita de inspección a la Isla de Pascua efectuada por el Capitán de Corbeta (em. Sm.) Jorge Tapia de la Barra, enero de 1950.
- 2016. A 100 años de la rebelión de Angata: ¿Resistencia religiosa o secular? Las complicidades Tire y los múltiples sentidos de la revuelta de 1914 en Rapa Nui. (con Montecino, S.)
- 2016. Política, escuela y memoria: Una aproximación contemporánea a Rapa Nui. Historia (Santiago), 49(1), 237-259.
- 2017. Unidad Popular y Golpe Militar en Rapa-Nui. Informes de la Gobernación de Isla de Pascua (con Montecino, S.).
- 2018. La lucha de los Rapanui por agenciar el turismo en la isla (1946-1980). (con Montecino, S.),